# Massimo Bruno

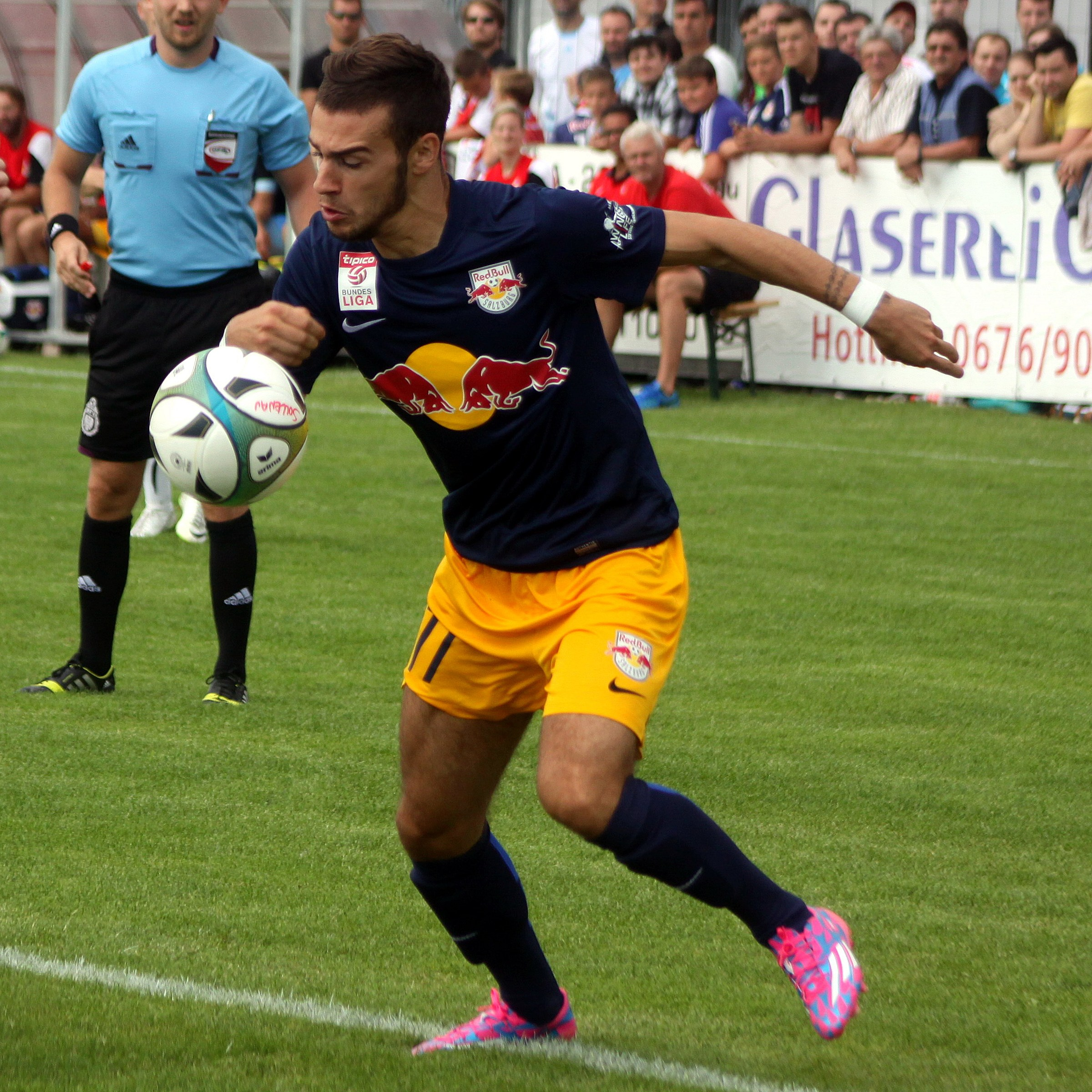
Massimo Bruno, 2014

Massimo Bruno (ur. 17 września 1993 w Boussu) – belgijski piłkarz włoskiego pochodzenia grający na pozycji pomocnika w Bursasporze.

## Lata młodości
Bruno ma włoskie pochodzenie. Jego dziadkowie pochodzili z Sycylii, a do Belgii przeprowadzili się gdy ojciec piłkarza, Alfonso, miał siedem lat. Matka zawodnika pochodzi z Neapolu. W dzieciństwie ojciec piłkarza trenował piłkę nożną, jednakże później poświęcił się pracy w fabryce. Podczas zamieszek na Heysel Alfonso Bruno przebywał na stadionie, jednakże nie ucierpiał w wyniku zdarzenia.

## Kariera klubowa

### Kariera juniorska
Bruno rozpoczął karierę w RSB Frameries, gdzie grał w latach 1999–2000. W latach 2000–2002 był zawodnikiem juniorskiej drużyny RAEC Mons. W latach 2002–2006 reprezentował młodzieżowy zespół RSC Anderlecht, a od 2006 do 2009 ponownie grał w RAEC Mons. W latach 2009–2010 był zawodnikiem młodzieżowej drużyny Royal Charleroi.

### Kariera profesjonalna
W 2010 został włączony do pierwszego składu Royal Charleroi, w którym rozegrał jeden mecz. W maju 2011 został zawodnikiem RSC Anderlecht, z którym podpisał trzyletni kontrakt. W nowym klubie zadebiutował 12 sierpnia 2012 w wygranym 3:0 meczu z Cercle Brugge, w którym wszedł na boisko w 85. minucie za Dieumerciego Mbokaniego. Pierwszego gola dla Anderlechtu zdobył 2 września 2012 z KRC Genk. W lipcu 2014 roku odszedł do RB Leipzig, a niedługo potem został wypożyczony do Red Bull Salzburg. W lipcu 2015 wrócił do RB Leipzig. W 2016 wypożyczono go do Anderlechtu.

## Kariera reprezentacyjna
Bruno grał w młodzieżowych reprezentacjach Belgii: U17, U18, U19 i U21.

## Osiągnięcia
- Mistrzostwo Belgii (3): 2011/2012, 2012/2013, 2013/2014
- Mistrzostwo Austrii (1): 2014/2015
- Superpuchar Belgii (2): 2012/2013, 2013/2014
- Puchar Austrii (1): 2014/2015